# Битва при Эльбистане
Битва при Эльбистане — сражение 15 апреля 1277 года между армией мамлюков кипчакского султана Бейбарса I и монголами государства Хулагуидов и их союзниками — царя Грузии и сельджукского султана Рума. Место сражения локализируется в современной провинции Эльбистан (Турция) . 
Монгольская армия Абага хана потерпела сокрушительное поражение от конницы кипчакских мамлюков, и по сведениям ибн Шаддада потеряла 6770 воинов.
Царь Румского султаната Перване был казнён 2 августа, 1277 года Абага ханом после этой битвы, и Румский султанат обратно стал вассалом Хулагуидского Ильханата. 

## Предшествующие события
В 1277 году кипчакский султан Бейбарс с войском не менее 10 000 (14 тысяч) совершил поход из Леванта на территорию вассального монголам Румского султаната. 
У Эльбистана он встретил монгольское войско, монголов было меньше, но они пополнили своё войско союзниками — грузинами и сельджуками Рума.
Численность монгольских захватчиков, как и армия мамлюков (кипчаки и арабские кочевники) было примерно равным 14 тысяч.

## Ход битвы
Монголы начали сражение первыми и атаковали мамлюкскую тяжёлую кавалерию. Также монголы атаковали левое крыло мамлюкской армии, где находились иррегулярные войска из бедуинов, и разбили его. Были даже убиты султанские знаменосцы. Мамлюкам удалось перегруппировать свои силы и организовать контратаку. Бейбарс лично возглавил контратаку против правого фланга монголов, кроме того, он приказал войскам из Хамы усилить левый фланг мамлюков. Сосредоточив численно превосходящие силы, мамлюки нанесли поражение монголам.
Монголы вместо отступления спешились и продолжали сражаться. Часть монголов смогли отступить и заняли позиции на холмах. Будучи окружены, они вновь спешились и сражались до смерти.
По-видимому, обе стороны ожидали помощи от сельджукской армии Румского султана Перванэ (англ.), которая находилась недалеко от места сражения. Однако Перванэ не вмешивался в ход сражения, а затем отступил к Токату, при этом многие сельджукские воины были взяты в плен мамлюками, в том числе сын Перванэ, другие перешли к ним добровольно. Было также взято в плен значительное число монголов, некоторые из которых затем поступили на мамлюкскую службу, двое из них — Кибчак (Сайф ад-Дин Кибчак) и Салар (Сайф ад-Дин Салар) — стали одними из наиболее влиятельных эмиров Мамлюкского султаната.